# Брдув
Брдув (пол. Brdów, нім. Seestetten) — село в Польщі, у гміні Баб'як Кольського повіту Великопольського воєводства.
Населення — 847 осіб (2011).

## Демографія
Демографічна структура станом на 31 березня 2011 року:
|          | Загалом | Допрацездатний вік | Працездатний вік | Постпрацездатний вік |
| -------- | ------- | ------------------ | ---------------- | -------------------- |
| Чоловіки | 401     | 98                 | 259              | 44                   |
| Жінки    | 446     | 99                 | 245              | 102                  |
| Разом    | 847     | 197                | 504              | 146                  |